# Biankouma
Biankouma este un oraș din Coasta de Fildeș.